# 麥克多諾號驅逐艦 (DD-9)
麥克多諾號驅逐艦（舷號DD-9）是一艘隸屬於美國海軍的驅逐艦，為班布里奇級驅逐艦的九號艦。她是美軍第一艘以羅倫斯為名的軍艦，以紀念美法准戰爭及第一次巴巴里戰爭時期的海軍准將湯姆士·麥克多諾（Thomas Macdonough）。
麥克多諾號在1899年於霍河造船廠（Harlan and Hollingsworth）開始建造，在1900年下水，於1903年服役。接著麥克多諾號在大西洋執勤。美國參與第一次世界大戰後，麥克多諾號長期留在近海作反潛巡航，直到戰爭末段才到法國護航商船。戰後麥克多諾號在1919年退役除籍，並在1920年出售拆解。